# Jungo Kono
Jungo Kono (født 9. juli 1982) er en tidligere japansk fodboldspiller.
Han har spillet for flere forskellige klubber i sin karriere, herunder Yokohama FC og Tokushima Vortis.